# Lili du Bois-Reymond
Elisabeth „Lili“ Hermine du Bois-Reymond (* 24. Juni 1864 in Königsberg i. Pr. als Elisabeth Hermine Hensel; † 22. Oktober 1948 in Zürich) war eine deutsche Schriftstellerin.

## Leben
Lili Hensel wurde 1864 als jüngstes Kind des Gutsbesitzers Sebastian Hensel, Sohn der Komponistin Fanny Hensel und des Malers Wilhelm Hensel sowie Urenkel des Unternehmers und Philosophen Moses Mendelssohn, in Königsberg (heute Kaliningrad) geboren. Ihre Mutter „Julie“ Hensel, geborene Juliette von Adelson (1836–1901), war eine Tochter des russischen Generalkonsuls in Königsberg. Als Lili Hensel sechs Jahre alt war, zog die Familie nach Berlin um, da sich die Lage des Gutes in der Pregelniederung nachteilig auf die Gesundheit der Familie auswirkte, weshalb Sebastian Hensel das Gut verkaufte.
Lili Hensel wuchs in einem vielfach gebildeten Milieu auf. 1886 verliebte sich der fast 30 Jahre ältere Ingenieurdichter Max Eyth (1836–1906) in sie. Er beschrieb sie als „lebhaft und intellektuell“. Sie nahm sein Interesse gar nicht wahr. Stattdessen heiratete sie 1889 den Elektroingenieur und Patentanwalt Alard du Bois-Reymond (1860–1922). Lili und Alard du Bois-Reymond blieben bis zu seinem Tod mit Max Eyth befreundet, sie lektorierten einige seiner Bücher, und Lili du Bois-Reymond schrieb später seine Biographie. Zunächst lebte das Paar in Berlin und Potsdam, danach in Plön. Sie hatten fünf Kinder: Felix du Bois-Reymond, Fanny du Bois-Reymond, Eleonore (Lola), Roland und Lea (verheiratete Horwitz). Lilis Nichten, Ilse (1887–1954) und Eva Roemer (1889–1977), die Töchter aus der Ehe ihrer ältesten Schwester Fanny Hensel (1857–1891) mit dem Bildhauer Bernhard Roemer (1852–1891) lebten als Vollwaisen seit Kindertagen mit in dem Haushalt der Familie.
Alard du Bois-Reymond widmete sich im Ersten Weltkrieg der Erforschung der Unterwasserschallsignaltechnik und zog dafür nach Kiel. 1917 erwarb die Familie zahlreiche Grundstücke in der nahegelegenen Kleinstadt Plön im heutigen Wasserturmgebiet und baute ein ehemaliges Stallgebäude zum Wohnhaus um. Im Jahr 1919 wurde Plön zu ihrem festen Wohnsitz.
Schon 1894 veröffentlichte Lili du Bois-Reymond eine Sammlung von Erzählungen, der in den folgenden Jahrzehnten noch mehrere Romane und Novellen folgten. Ihre Romane und Novellen „zeugen lebendig von der vergangenen Zeit heiteren, gesicherten Lebensgenusses“. In ihrem Roman Die Insel im Sturm von 1910 geht es um den Einbruch moderner Ideen in das glückliche, aber beengte Leben einer Familie. Darüber hinaus war sie als Übersetzerin tätig.
Nach dem Ersten Weltkrieg setzte sie sich für den Pazifismus ein.
1922 kamen ihr Ehemann und ihr jüngster Sohn bei einem Bootsunfall ums Leben.
Lili du Bois-Reymond war Teil eines großen Familien- und Freundeskreises. Dazu gehörte das Künstlerpaar Sabine und Reinhold Lepsius und auch Käthe Kollwitz. 1941 vermittelte sie den Kontakt zwischen Reinhard Schmidhagen und Kollwitz. Auch stand sie mit der Opernsängerin Marie Gallison-Reuter in Kontakt, einer durch Heirat mit dem amerikanischen Maler Henry Gallison in den USA lebenden Lübeckerin, die ihren beruflichen Weg als Krankenschwester im deutschen Kaiserswerth begonnen hatte. Mit der in Boston lebenden Louisa Loring-Dresel, Tochter des deutschstämmigen Komponisten Otto Dresel, verband Lili du Bois-Reymond eine lebenslange Freundschaft.

## Auszeichnungen
- 1925: Marie von Ebner-Eschenbach-Ehrenpreis des Wiener Zweigvereins der Deutschen Schillerstiftung[8]

## Werke
- Land voraus! und andere Geschichten. Novellen. Hertz, Berlin 1894.
- Das Haus Gerboth. Hertz, Berlin 1899.
- Die Insel im Sturm. Roman. Meyer & Jessen, Berlin 1910.
- Die Lebensformel. Novellen. Meyer & Jessen, Berlin 1911.
- Engels Erdenwallen. Roman. Van den Broecke, Leipzig 1913.
- Max Eyth. Ingenieur, Landwirt, Dichter, Biographie. Volksverband der Bücherfreunde, Wegweiser-Verlag, Berlin 1931.